# Mimenicodes cylindricus
Mimenicodes cylindricus là một loài bọ cánh cứng trong họ Cerambycidae.